# Tracto solitarioespinal
El tracto solitarioespinal es un tracto nervioso descendente que controla la respiración al promover la acción de los músculos inspiratorios (nótese que la exhalación suele ser pasiva  ). Consiste en un pequeño grupo de axones que se originan en el núcleo solitario del bulbo raquídeo y se proyectan hacia las neuronas motoras del nervio frénico (que inervan el diafragma torácico) y hacia las neuronas motoras de los nervios torácicos (que inervan los músculos intercostales). Desciende por el aspecto anterior y anterolateral de la médula espinal. La división de los funículos anteriores y anterolaterales está clínicamente relacionada a la pérdida de la capacidad para establecer patrones respiratorios rítmicos 
Una vía complementaria similar surge también del núcleo retroambiguo, pero además se proyecta y promueve a las neuronas motoras de los músculos de la espiración. 